# David Allen
David Allen (nascido em 28 de Dezembro de 1945) é um consultor e instrutor em produtividade. Ele é o criador do Getting Things Done (GTD), um método de gerenciamento de tempo. Cresceu em Shreveport, Louisiana, Estados Unidos, onde ele atuou e ganhou um campeonato estadual de debate. Foi para a faculdade New College, agora conhecida como New College of Florida, em Sarasota na Flórida. A sua carreira profissional inclui empregos como mágico, garçom, instrutor de caratê, instrutor de desenvolvimento pessoal e gerente de uma agência de viagens. Ele diz ter tido 35 profissões antes de ter 35 anos. Ele começou a aplicar sua perspectiva em produtividade com negócios na década de 1980, quando ganhou um contrato para projetar um programa para executivos e gerentes na Lockheed Corporation.
Ele é o fundador da David Allen Company, que é focada em produtividade e treinamento executivo. O método GTD faz parte dos seus esforços como instrutor. Ele também é um dos fundadores da Actioneer, Inc. , uma companhia especializada em ferramentas de produtividade para o Palm pilot.
Allen escreveu dois livros, A Arte de Fazer Acontecer, (2001 (porém a edição brasileira é datada de 2005), Sumário (em Inglês)), que descreve o seu programa de produtividade e Ready for Anything: 52 Productivity Principles for Work and Life, (2003) (ainda não lançado no Brasil), uma coleção de artigos de jornal escritos por ele. Ele vive em Ojai, California com sua esposa Kathryn.